# Saint-Florent-des-Bois
Saint-Florent-des-Bois foi uma comuna francesa na região administrativa da Pays de la Loire, no departamento de Vendéia. Estendia-se por uma área de 36,76 km². Em 2010 a comuna tinha 4 350 habitantes (densidade: 118,3 hab./km²).
Em 1 de janeiro de 2016, passou a formar parte da nova comuna de Rives de l'Yon.